# موتور رضا حاجبی چاه حسن
موتور رضا حاجبی چاه حسن یک منطقهٔ مسکونی در ایران است که در دهستان جازموریان واقع شده‌است. موتور رضا حاجبی چاه حسن ۱۰۲ نفر جمعیت دارد.